# 武國琡
武國琡:661（1920年8月5日—2021年11月22日），也譯作武國淑、武國叔，號圭齋（Khuê Trai），:789聖名若翰·保祿（Jean Paul），越南教授、經濟學家和越南共和國政治人物。曾任職於越南國和越南共和國政府，擔任過國家教育部長、國家銀行行長、主管重建與發展的國務卿等職務。

## 生平
1920年8月5日，武國琡出生於越南北方的南定。:789
1975年後，武國琡在好友雷蒙·巴尔（時任法國總理）的幫助下於1978年定居法國楠泰尔。
2021年11月22日，武國琡在法國巴黎郊區的敘雷訥去世，享壽101歲。

## 著作

### 回憶錄
- 《我的時代》（Thời đại của tôi）[10]

## 榮譽
- 中華民國大綬景星勳章[2]